# Tommaso Scipioni
Tommaso Scipioni, in lingua latina: Thomas Scipioni (Genzano, 10 giugno 1705 – Ferrara, 1755), è stato un giurista italiano.

## Biografia
Figlio di Francesco Scipioni e di Angela Jacoangeli. Si laureò in utroque iure alla Sapienza. Laico, nel 1738 fu nominato avvocato fiscale della legazione di Ferrara, sotto il cardinale Raniero d'Elci; mantenne la carica, dopo il 1740, anche col successore, cardinale Marcello Crescenzi.
Professore di diritto all'Università di Ferrara, Scipioni fu autore di un trattato di diritto penale in sei libri, continuazione di un trattato di Tranquillo Ambrosini, il quale fu stampato a Venezia con falso luogo di stampa. Il trattato, continuato da Matteo Antonio Bassani, ebbe successo, fu recensito favorevolmente dalle Novelle della repubblica letteraria e dallo Zaccaria, e fu citato dal Mazzuchelli.